# Panier

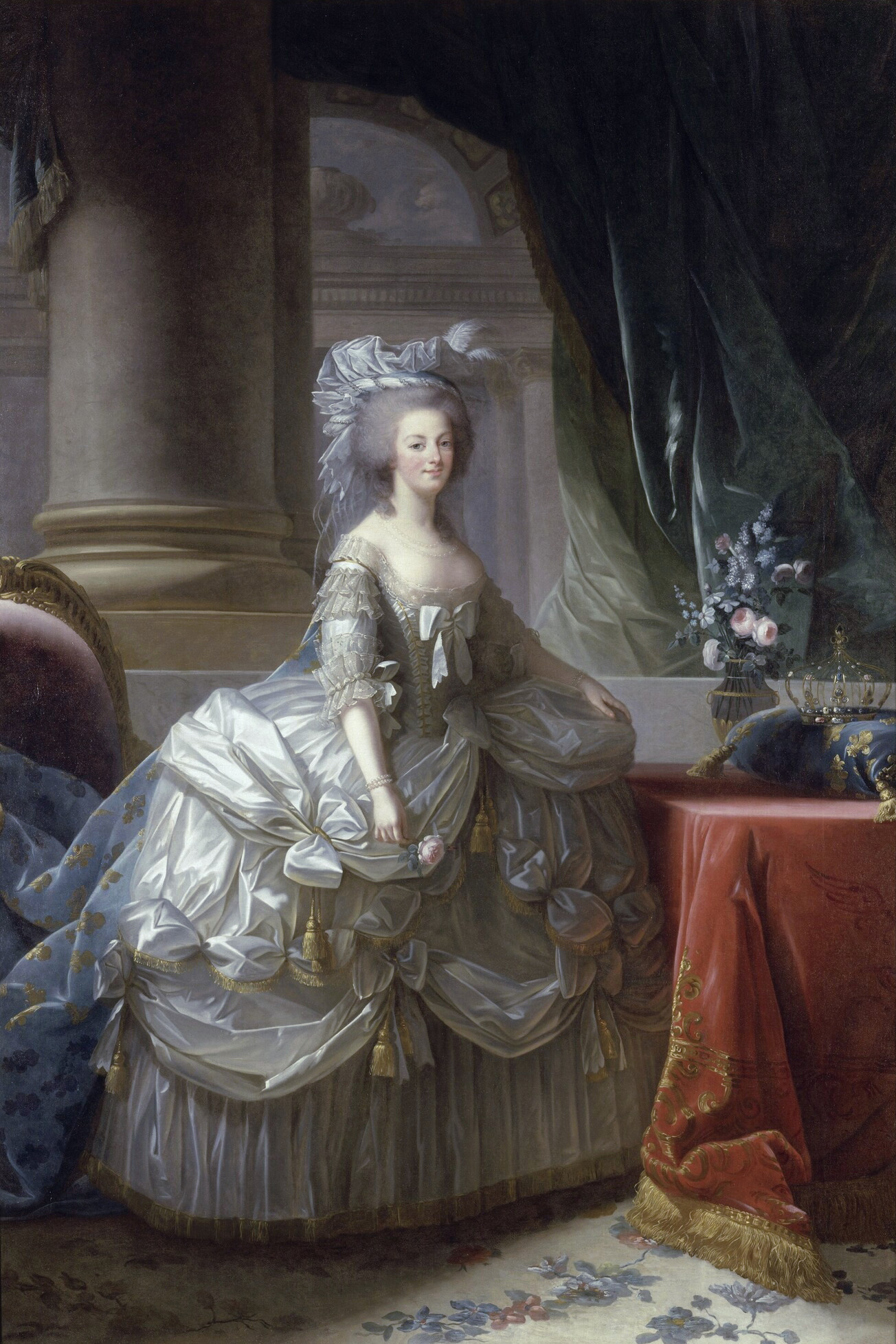
Maria Antonina Austriaczka, królowa Francji, w sukni dworskiej à la polonaise z 1779 opartej na bardzo szerokich paniers (mal. Élisabeth Vigée-Lebrun)

Panier (IPA: /paˈnje/), rogówka – rodzaj stelaża noszonego w XVIII wieku w celu zwiększenia szerokości sukni, a składającego się z 3-8 obręczy najczęściej wykonanych z fiszbinu, rzadziej z wikliny, cienkiej stali czy pikowanego włosia; również suknia opierająca się na takim stelażu. 
Nazwa ta odnosi się najczęściej do sukni bardzo szerokiej po bokach, natomiast z przodu i z tyłu spłaszczonej, choć z biegiem lat kształt stelaża i samej sukni ulegał zmianom. Powstały z przodu płaski klin tkaniny był zwykle bogato zdobiony, np. haftem, falbanami, koronkami, plisami czy wstążkami.
Francuski termin panier (dosłownie „kosz”) pochodzi od koszy wiklinowych przymocowywanych do boków zwierząt jucznych, które stelaż sukni przypominał wyglądem.

## W historii

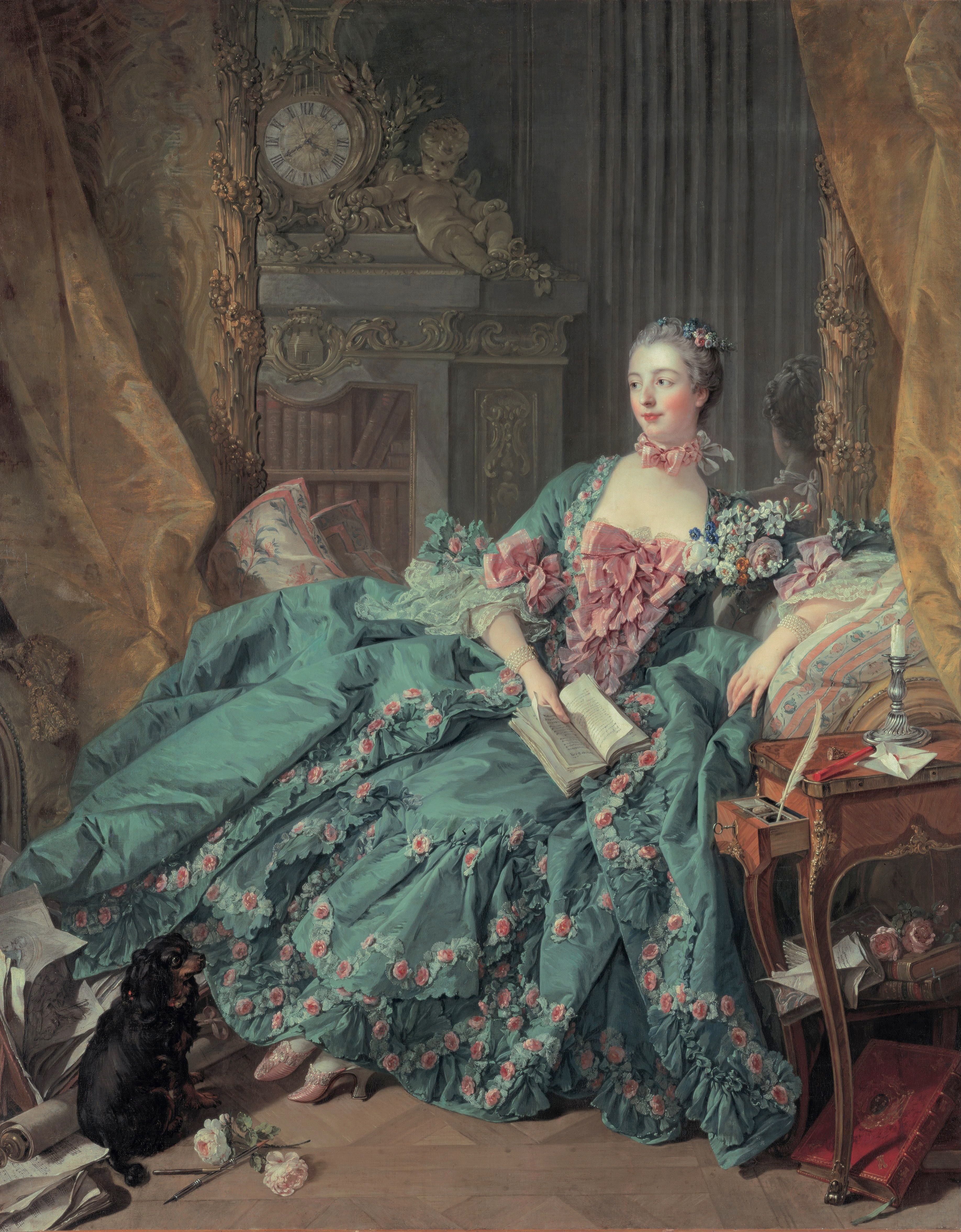
Madame de Pompadour w sukni o kroju francuskim (mal. François Boucher, 1758)

Panier pojawił się po raz pierwszy w Anglii lub Niemczech już w pierwszej dekadzie XVIII wieku, najprawdopodobniej pod wpływem kostiumu teatralnego – spódnice wsparte na rzędach fiszbinowych lub wiklinowych obręczy noszone były najpierw przez aktorki i tancerki dla podkreślenia szczupłości talii, później moda na nie rozpowszechniła się i zapanowała na długie lata. 
Stelaż paniera, przymocowywany do sztywnego gorsetu, pozwalał na zachowanie modnej w epoce rokoka sylwetki, przypominającej odwrócony kieliszek. Cienka, ściągnięta gorsetem talia, proste plecy i bardzo szeroka spódnica potęgowały to wrażenie. 

Henrietta Anna Burbon, księżniczka francuska (mal. Jean-Marc Nattier, 1754)

Panier w latach swej popularności wielokrotnie zmieniał nie tylko swój rozmiar, ale i kształt. W latach 20. i 30. XVIII wieku kobiety nosiły obszerne okrągłe paniers. W latach 30. suknie przybrały kształt kopuły, ewoluując w tzw. robe à la française – suknię o kroju francuskim, której przykłady można zobaczyć np. na portretach Madame de Pompadour, François Bouchera. Miała ona plisowane plecy szyte z jednego kuponu, z fałdami rozchodzącymi się od linii ramion w dół na stelaż, a następnie opadającymi na ziemię trenem. Z przodu, dopasowany stanik, schodząc klinem poniżej pasa, łączył się z obszernymi spódnicami wspartymi na panier – wierzchnią rozchylającą się na dwie poły i wyłaniającą się spod niej drugą, bogato zdobioną.

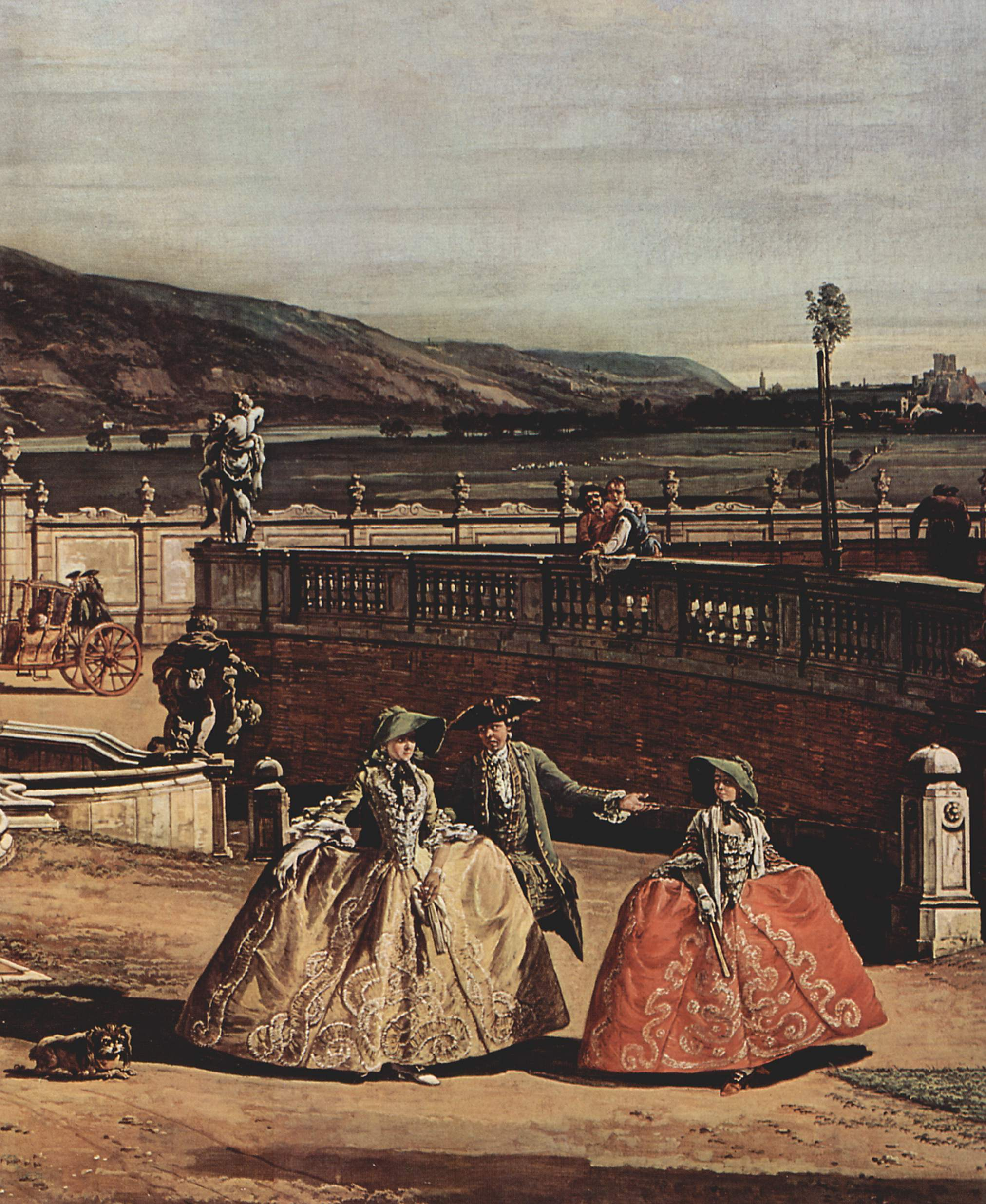
Damy dworu wiedeńskiego (mal. Bernardo Bellotto, ok. 1760)

W latach 40. XVIII wieku z Anglii przyszła moda na owalne paniers, które rozszerzały znacznie spódnicę po bokach, czyniąc ją jednocześnie płaską z przodu i z tyłu.
W latach 50. i 60. paniers stały się na chwilę nieco skromniejsze i na powrót przybrały bardziej zaokrąglony kształt, jednak w latach 70. powrócono do owalnego kształtu uzyskiwanego przez odpowiednie wygięcie fiszbinów i naszycie ich na taftową spódnicę w kilku rzędach od dołu. W drugiej połowie XVIII wieku stelaż rozdzielił się również na dwie półkoliste części, dla każdego biodra oddzielnie, mocowane w talii taśmą, co było znacznie wygodniejsze przy siadaniu.
Epoka królowej Marii Antoniny to apogeum stosowania panier i przesadnej mody – suknie stały się tak szerokie i niewygodne w noszeniu, że stelaże zmieniły konstrukcję, stały się składane dzięki m.in. zawiasom, aby suknie można było swobodniej unosić, przechodząc przez drzwi, czy idąc po schodach. Niekiedy radzono sobie z tym również np. poprzez poszerzanie drzwi karet.
Pod koniec lat 80. XVIII wieku panier przestał być modny, a zastąpiły go tzw. faul-cul – małe poduszeczki zakładane z tyłu pod spódnicą. W końcu XVIII wieku szerokie wspaniałe suknie ostatecznie wyszły z mody, ustąpiwszy miejsca prostszym w kroju strojom w stylu empire. 

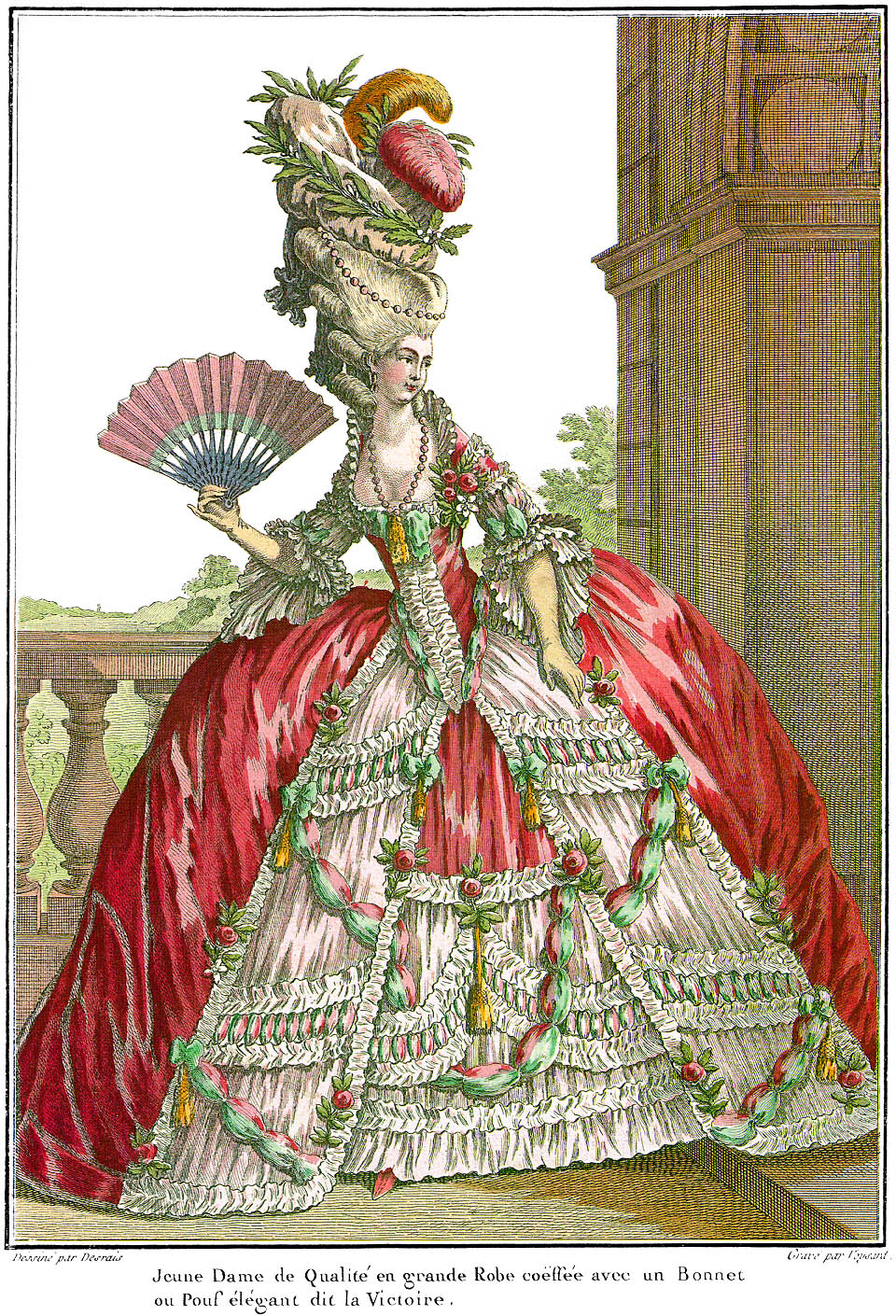
Elegantka w sukni dworskiej wspartej na paniers (sztych z epoki, 1778)

Moda na "antyk" nie trwała jednak długo i już pod koniec lat 20. XIX wieku modna talia z powrotem stała się cienka, a spódnice rozszerzyły się. Lata 1830–1860 to odnowienie zainteresowania modą rokokową. Kulminacją tego zainteresowania stała się krynolina.